# Luz do Sol
Luz do Sol é uma telenovela brasileira exibida pela RecordTV entre 21 de março e 20 de novembro de 2007, em 210 capítulos, substituindo Bicho do Mato e sendo substituída por Amor e Intrigas. Foi a 8ª telenovela transmitida pela emissora desde a retomada da produção de obras de teledramaturgia, em 2004. Foi escrita por Ana Maria Moretzsohn com a colaboração de Ana Clara Santiago, Denise Crispun, Emilio Boechat e Gustavo Reiz, sob a direção de Ivan Zettel, Fábio Junqueira e José Carlos Pieri e direção geral de Ivan Zettel.
Conta com Patrícia França, Luíza Tomé, Leonardo Brício, Giuseppe Oristânio, Luma Costa, Palomma Duarte, Petrônio Gontijo e Letícia Colin nos papéis principais.

## Produção

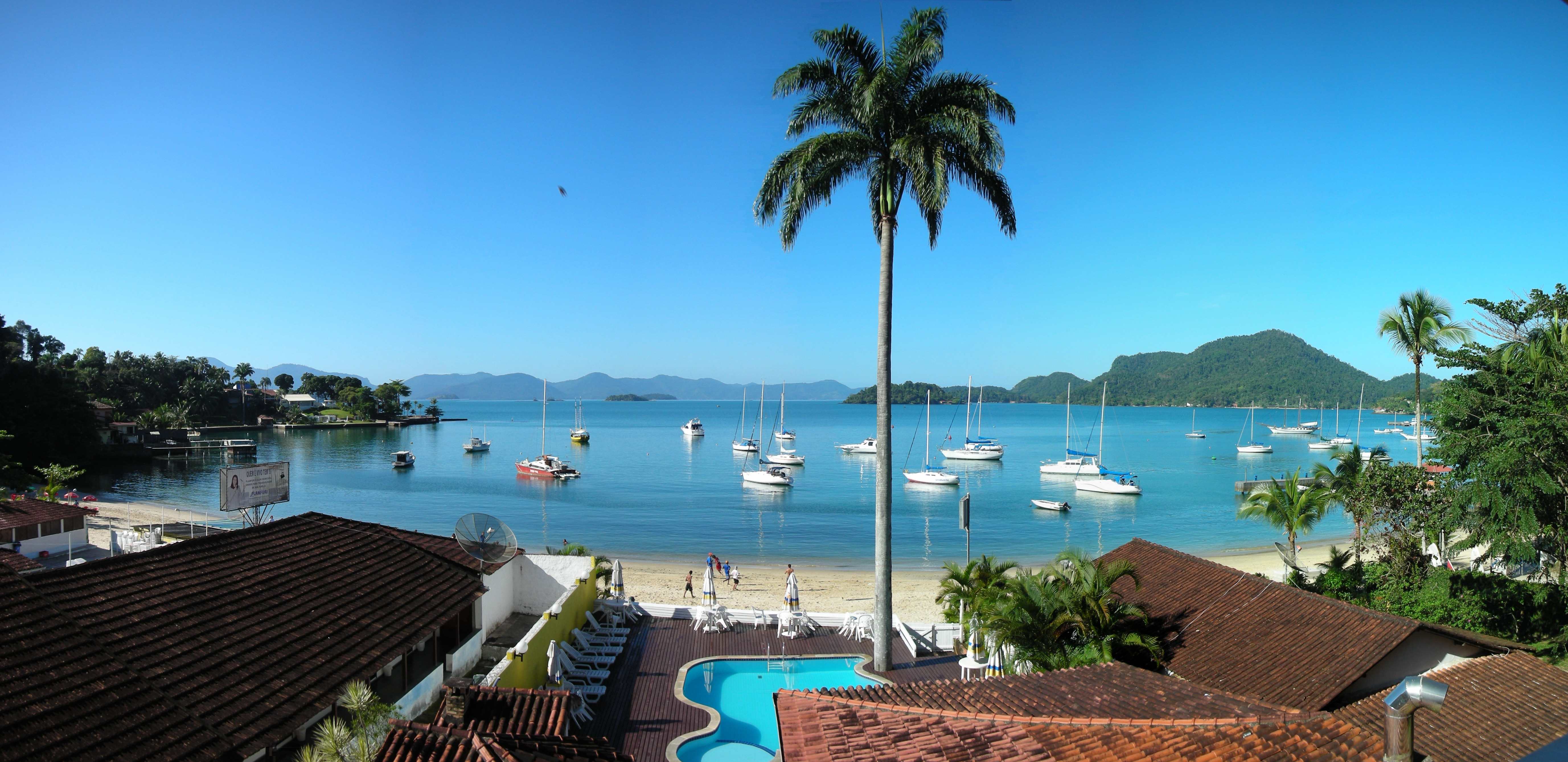
As praias de Angra dos Reis foram utilizadas como cenário para as cenas de surf.

Com Luz do Sol, a Rede Record deu continuidade a uma sequência de telenovelas no horário "das oito", mantendo um segundo horário dedicado à exibição de telenovelas. Tão logo foi contratada pela emissora, em 2006, Moretzsohn foi anunciada como a escritora da telenovela que sucederia Bicho do Mato quando esta terminasse de ser exibida, e a produção de sua telenovela teve início no final daquele ano, após Bicho do Mato já ter começado a ser exibida. Inicialmente intitulada Amor Perfeito, a telenovela foi planejada pela autora como uma análise das mudanças nos relacionamentos amorosos com o advento da internet e da reconfiguração da família contemporânea, em especial do novo papel ocupados por avós na sociedade As gravações internas aconteceram nos estúdios do RecNov, onde foi montada a cidade cenográfica, tendo ainda cenas gravadas nas praias de Angra dos Reis, Saquarema e no bairro da Barra da Tijuca, no Rio de Janeiro.

### Gravações e mudança de diretor
A produção de Cidadão Brasileiro teve influência direta no desenvolvimento de Luz do Sol: As filmagens da primeira tiveram início em janeiro de 2006 e se estenderiam até novembro. Com dois meses de exibição, o diretor Flávio Colatrello Jr. afastou-se de Cidadão Brasileiro por conflito de ideias com a emissora e com Muniz. Durante todo o período antecedendo sua saída, foram noticiados conflitos envolvendo Colatrello, seja por causa da iluminação utilizada, seja por causa do comportamento do diretor durante as filmagens ou pelo método que seria utilizado pela envelhecer os personagens durante a segunda fase da produção Após sua saída, o diretor João Camargo foi convidado a integrar a equipe de direção, e os diretores Fábio Junqueira e Ivan Zettel tiveram suas atribuições aumentadas. Enquanto Camargo, posteriormente, seria realocado para a equipe de produção da telenovela Alta Estação, e substituído pelo ator e diretor Henrique Martins, Junqueira e Zettel se viram impossibilitados de começar as filmagens de Luz de Sol enquanto não concluíssem os trabalhos com Cidadão. Diante dessa experiência, Zettel buscou, para Luz do Sol, adquirir novos equipamentos de filmagem que possibilitassem cenas de maior cunho cinematográfico, buscando aproveitar-se inclusive do cenário da trama.

### Escolha do elenco
O primeiro nome a ser oficialmente anunciado foi Juliana Silveira, que migrava da Rede Bandeirantes após protagonizar por dois anos a telenovela Floribella. Juliana havia sido convidada pela Rede Globo para integrar o elenco da novela Paraíso Tropical como a prostituta Telma, porém optou por assinar com a Rede Record alegando que a personagem contrastava muito com seu último papel e que Luz do Sol seria uma transição mais adequada à seu público: "Não seria o momento ideal, ainda mais logo depois de Floribella. Lá na frente faço todas as prostitutas e fico nua se quiserem. Mas, nesse momento, estaria jogando um trabalho de dois anos no lixo". Lucélia Santos e Luana Piovani chegaram a ser cogitadas para os papéis de Stella e Verônica, respectivamente, porém a primeira acabou aceitando o convite para Cidadão Brasileiro, enquanto a segunda não chegou a um acordo com a emissora. Paloma Duarte, Leonardo Brício e Patrícia França foram os primeiros atores a serem anunciados após Juliana.

## Enredo
A trama se inicia em 1996 no Rio de Janeiro, quando Stella (Luíza Tomé) e Freddy (Giuseppe Oristânio) descobrem que sua filha mais nova, Drica (Luma Costa), desapareceu misteriosamente durante o aniversário de cinco anos. A garota é encontrada desacordada em meio a uma tempestade na praia de Saquarema por Agenor (Leonardo Brício), um pescador simples e cheio de segredos, e acaba reprimindo a memória de tudo que aconteceu pelo trauma. Ela é criada como se fosse filha de sangue pelo pescador e sua mulher, Eliana (Patrícia França), que tiveram uma filha da mesma idade morta meses antes e acreditam que a menina foi enviada pelo mar para reconstruir sua família – batizando-a com o nome de Rosa, o mesmo da falecida criança. Após 11 anos, a moça se tornou uma exímia surfista e vende camarão na praia para ajudar a família, vivendo um confuso sentimento por Vicente (Eduardo Pires), a quem acredita ser seu irmão de sangue, embora ele conheça a verdadeira história e espere o momento certo para contar. Rosa se apaixona por Bernardo (Thiago Gagliasso) sem saber que ele é namorado da arrogante Helô (Letícia Colin), criando uma rivalidade maior entre elas.
Enquanto isso, a incessante busca de Stella pela filha arruinou seu casamento com Freddy – que desistiu da procura há anos – e também sua relação com a filha mais velha, Isabela (Karen Marinho), que sempre se sentiu deixada de lado pelo fantasma da irmã caçula e passou a odiá-la em segredo. Em um certo ponto, Stella descobre que Rosa é Drica, o que modifica profundamente a vida da garota, que tem que lidar com a memória reprimida da infância, o fato de pertencer a uma família rica e o amor de duas mães de vidas completamente opostas. A reviravolta também afeta a vida de Eliana, que decide se separar de Agenor após seu temperamento se tornar cada vez mais agressivo, envolvendo-se com William (Floriano Peixoto). Quem não gosta do romance é a ex-mulher dele, Milena (Bete Coelho), que não aceita perder o marido para uma mulher humilde. O retorno de Drica também revive velhos sentimentos em Léo (Guga Coelho), tio da moça que sempre se sentiu culpado por seu sumiço, uma vez que deveria estar cuidando dela no momento do ocorrido, e que decide investigar por conta própria quem estava por trás disso com a namorada Zoé (Maria Ribeiro).
Paralelamente, há a cômica história de "amor e ódio" de Verônica (Paloma Duarte) e Tom (Petrônio Gontijo). Ela é uma organizadora de casamentos sem sorte nos próprios romances, que vive utilizando roupas de luto sempre que chega ao fim um de seus desastrosos relacionamentos, enquanto ele é um advogado solitário que perdeu a mulher durante o parto de sua filha. Os dois se apaixonam à primeira vista, embora evitem isso pelas personalidades fortes, criando situações humoradas em suas guerras contra a paixão. Ainda há a história de Nina (Juliana Silveira), uma moça que foi estudar nos Estados Unidos há alguns anos e se tornou uma grande estrela da música pop sob o nome artístico de Lucky Star, utilizando figurinos fashionistas e perucas para preservar sua verdadeira identidade. Ela retorna ao Brasil para tentar contar à família sobre sua carreira musical, uma vez que ninguém sabe disso.

## Exibição
Foi reprisada entre 6 de abril e 19 de outubro de 2015 em 210 capítulos às 17h15 pela Rede Família.
Foi reprisada pela RecordTV entre 15 de janeiro e 21 de novembro de 2018, substituindo Ribeirão do Tempo com um total de 223 capítulos, e sendo substituída por Bela a Feia.

## Elenco
| Intérprete             | Personagem                                         |
| ---------------------- | -------------------------------------------------- |
| Luma Costa             | Adriana Alcântara Diniz (Drica) / Maria Rosa Souza |
| Thiago Gagliasso       | Bernardo Villa Nova                                |
| Eduardo Pires          | Vicente                                            |
| Palomma Duarte         | Verônica Mendonça                                  |
| Petrônio Gontijo       | Tom Vasconcellos                                   |
| Luíza Tomé             | Stella Maris Alcântara Diniz                       |
| Giuseppe Oristânio     | Freddy Alcântara Diniz                             |
| Bete Coelho            | Milena Villa Nova                                  |
| Leonardo Brício        | Agenor Souza                                       |
| Patrícia França        | Eliana Souza                                       |
| Letícia Colin          | Heloísa Bacelar (Helô)                             |
| Floriano Peixoto       | William Villa Nova                                 |
| Juliana Silveira       | Nina Lins de Albuquerque / Lucky Star              |
| Bruno Ferrari          | Pedro Villa Nova                                   |
| Maria Ribeiro          | Zoé Bacelar                                        |
| Guga Coelho            | Leonardo Alcântara (Léo)                           |
| Françoise Forton       | Belquiss Lins de Albuquerque                       |
| José Roberto Jardim    | Marcelo Lins de Albuquerque                        |
| Zezé Motta             | Odete Lustosa                                      |
| Karen Marinho          | Isabela Alcântara Diniz                            |
| Eliana Guttman         | Maria Eugênia Alcântara                            |
| Paulo Figueiredo       | Rodolfo Villa Nova                                 |
| Bemvindo Sequeira      | Juarez Macedo                                      |
| Léa Garcia             | Edite de Sá (Babá)                                 |
| Adriana Londoño        | Cléo Bacelar                                       |
| Ronaldo Oliva          | Xico Rezende                                       |
| Martha Mellinger       | Hildegarde Mendonça (Hilde)                        |
| Luiz Carlos de Moraes  | Inácio Bacelar                                     |
| Gracindo Jr.           | Nicanor Vasconcellos                               |
| Luiz Henrique Nogueira | Otávio Alencar                                     |
| Sônia Lima             | Ângela Cristina Mascarenhas                        |
| Stella Freitas         | Yvonne                                             |
| Dhu Moraes             | Neuza                                              |
| Elke Maravilha         | Urânia Szakaly                                     |
| Luiza Curvo            | Priscila Marins                                    |
| Daniel Alvim           | Danilo Alencar                                     |
| Raquel Fabbri          | Georgiana Vasconcellos de Sá (Georgi / Gigi)       |
| Pedro Caetano          | Guilherme Alencar (Guiga)                          |
| Natallia Rodrigues     | Promotora Laura Montes                             |
| Ivan Mendes            | Ricardo Lins de Albuquerque (Rick)                 |
| Duam Socci             | Joaquim Mendonça (Joca)                            |
| Louise D'Tuani         | Duda Magalhães                                     |
| Maurício Ribeiro       | Jairo                                              |
| Karine Carvalho        | Dr.ª Lorena                                        |
| Ana Zettel             | Nicole Vasconcellos                                |
| Manuela Duarte         | Gabriela Montes (Gabi)                             |
| Luca Bianchi           | Yan                                                |
| Alejandro Claveaux     | Guto                                               |
| Adrielle Isidório      | Cristina Mascarenhas (Krys)                        |
| Aline Aguiar           | Fabi                                               |
| Rafael Monteyro        | Parafina                                           |
| Alexandre Piccini      | Clemente                                           |
| João Vithor Oliveira   | Henrique Alcântara Diniz (Quico)                   |
| Karize Brum            | Alice Bacelar                                      |
| Bruno Cariatti         | Thiago Vasconcellos (Einstein)                     |

### Participações especiais
| Ator                  | Personagem                |
| --------------------- | ------------------------- |
| Roberto Pirillo       | Plínio Valladares         |
| Ester Góes            | Celina Magalhães de Sá    |
| Rogério Fróes         | Adalberto Magalhães de Sá |
| Susana Werner         | Georgiana Magalhães de Sá |
| Gabriel Gracindo      | Mascote                   |
| João Vitti            | Gregório                  |
| Valéria Alencar       | Lua                       |
| Kito Junqueira        | Igor                      |
| José Dumont           | Fausto Matias             |
| Sônia Guedes          | Wandinha Soares           |
| Luís Carlos Miele     | Lourenço Alcântara Diniz  |
| Carolinie Figueiredo  | Barbara                   |
| Bruno Padilha         | Ronaldo                   |
| Daniel Andrade        | Rodrigo Octávio           |
| Yana Sardenberg       | Fátima                    |
| João Velho            | Grilão                    |
| Andréa Leal           | Kaila Benetti             |
| Caco Baresi           | Salgado                   |
| Gisele Fraga          | Gracinha                  |
| Camilo Bevilacqua     | Machado                   |
| Daniela Fontan        | Elis                      |
| Xando Graça           | Queiróz                   |
| Alessandra Colassanti | Cherry                    |
| Natalia Soutto        | Marlene                   |
| Andreas Avancini      | Júnior                    |
| Bruna Pietronave      | Fernanda                  |
| Glória Portela        | Dorinha Cavalcanti        |
| Lílian Cordeiro       | Vanessa                   |
| Marcel Miranda        | Zizinho                   |
| Bárbara Alvarez       | Drica / Rosa (criança)    |
| Matheus Landim        | Pedro (criança)           |
| Thayná Rhayssa        | Isabela (criança)         |
| Gian Massaro          | Ricardo (criança)         |
| Fernando Scherer      | Ele mesmo                 |

## Música
Tendo como tema de abertura a canção homônima "Luz do Sol", de Jorge Vercillo, a telenovela tem um álbum com 14 faixas lançado contendo parte de sua trilha sonora:
| N.º | Título                               | Cantor(a)        | Duração |  |
| 1.  | "Luz do Sol"                         | Jorge Vercillo   |         |  |
| 2.  | "Garota Dourada"                     | Felipe Dylon     |         |  |
| 3.  | "Eu Não Sei Dizer Que Eu Não Te Amo" | Edson & Hudson   |         |  |
| 4.  | "Ovelha Negra"                       | Twiggy           |         |  |
| 5.  | "Desentoa"                           | Cachorro Grande  |         |  |
| 6.  | "Sol de primavera"                   | Leonardo         |         |  |
| 7.  | "Quero Ver"                          | Maskavo          |         |  |
| 8.  | "Essa Ternura"                       | Eliana           |         |  |
| 9.  | "Spot Light"                         | Sidney Magal     |         |  |
| 10. | "Serenata"                           | Peppino di Capri |         |  |
| 11. | "Será Você"                          | Vinny            |         |  |
| 12. | "Longe Demais"                       | Alceu Valença    |         |  |
| 13. | "Depois do Surf"                     | Raphael Lós      |         |  |
| 14. | "Tô Bolado"                          | WWW              |         |  |

Outras músicas não inclusas
- "I Got What You Need" - Juliana Silveira (tema de Nina)

## Repercussão

### Audiência
Em sua estreia, Luz do Sol registrou 12 pontos com picos de 18 na medição do Ibope ante 15 da estreia de sua antecessora, Bicho do Mato. Seu último capítulo registrou 16 pontos e a média geral da produção ficou em 10 pontos. Os resultados foram considerados satisfatórios e dentro da meta estipulada, porém abaixo de Vidas Opostas, exibida na mesma época, a qual chegou ao fim com 25 pontos e deixou a Record na liderança no horário.

### Recepção da crítica

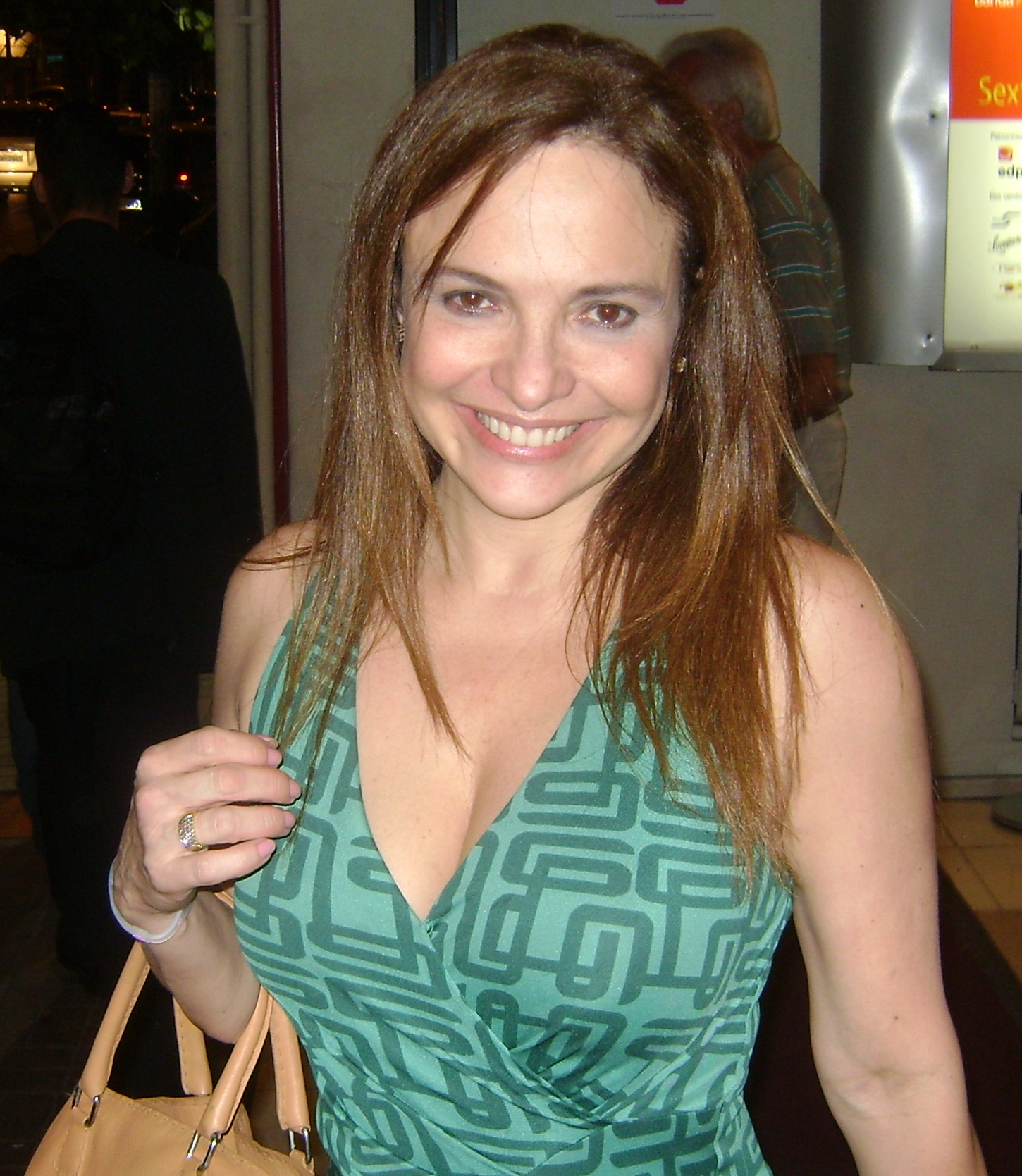
Luíza Tomé foi elogiada pela dramaticidade colocada na personagem Stela.

Luz do Sol recebeu críticas positivas dos profissionais especializados. Carmen Pompeu, do jornal Folha de S.Paulo, apontou que a novela trabalhava elementos tradicionais aprovados pelo público, mas que estes "receberam uma nova roupagem com o objetivo de agradar à audiência dos dias atuais". A revista IstoÉ Gente elogiou texto de Ana Maria Moretzsohn e disse que ela não procurava tramas mirabolantes ou complicações, como as novelas da época, produzindo um "folhetim tradicional" que era apontado como uma "novela para toda a família". Gabriela Germano, do portal Terra, analisou que a novela era "voltada só àqueles que querem sentar e relaxar" em comparação ao ritmo frenético da outra produção da emissora na época, Vidas Opostas, que apostava em ação e em uma temática voltada às comunidades carentes. Ela também elogiou as atuações de Luíza Tomé e Giuseppe Oristânio.
Mário Viana, do jornal Estado de S. Paulo, disse que o casal formado por Petrônio Gontijo e Paloma Duarte era o ponto alto da novela, comparando-os aos jovens da vida real e dizendo que era "um dos mais legais das novelas brasileiras" em âmbito geral, alegando que as cenas dos dois lembravam filmes da década de 1940, com "diálogos mordazes, rápidos, certeiros" e cenas de "cão e gato" cobertas de acidez. O jornalista finalizou sua análise positiva dizendo que: "casal bom é casal que bate boca, arma um barraco, dá vexame. Tudo bem, a gente está careca de saber que eles vão trocar um beijão definitivo lá pelo segundo bloco do último capítulo, mas o que interessa é vê-los feito gato e rato ao longo de centenas de dias".